# Schafarzikite
La schafarzikite è un minerale.